# Statek muzeum

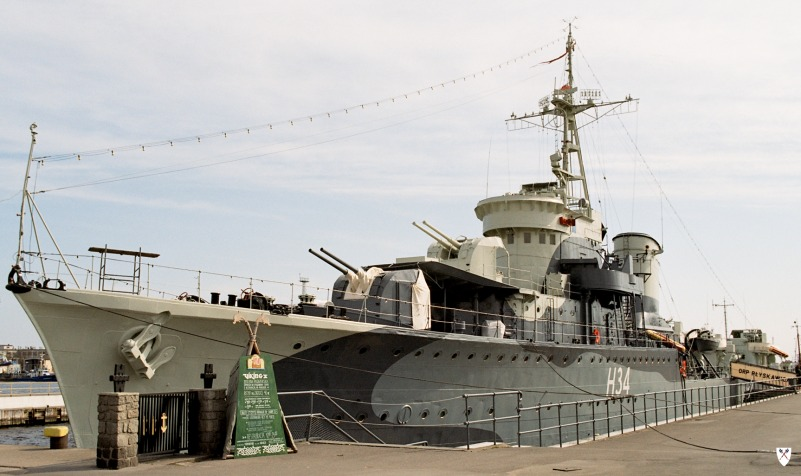
ORP „Błyskawica” w roli muzeum w Gdyni

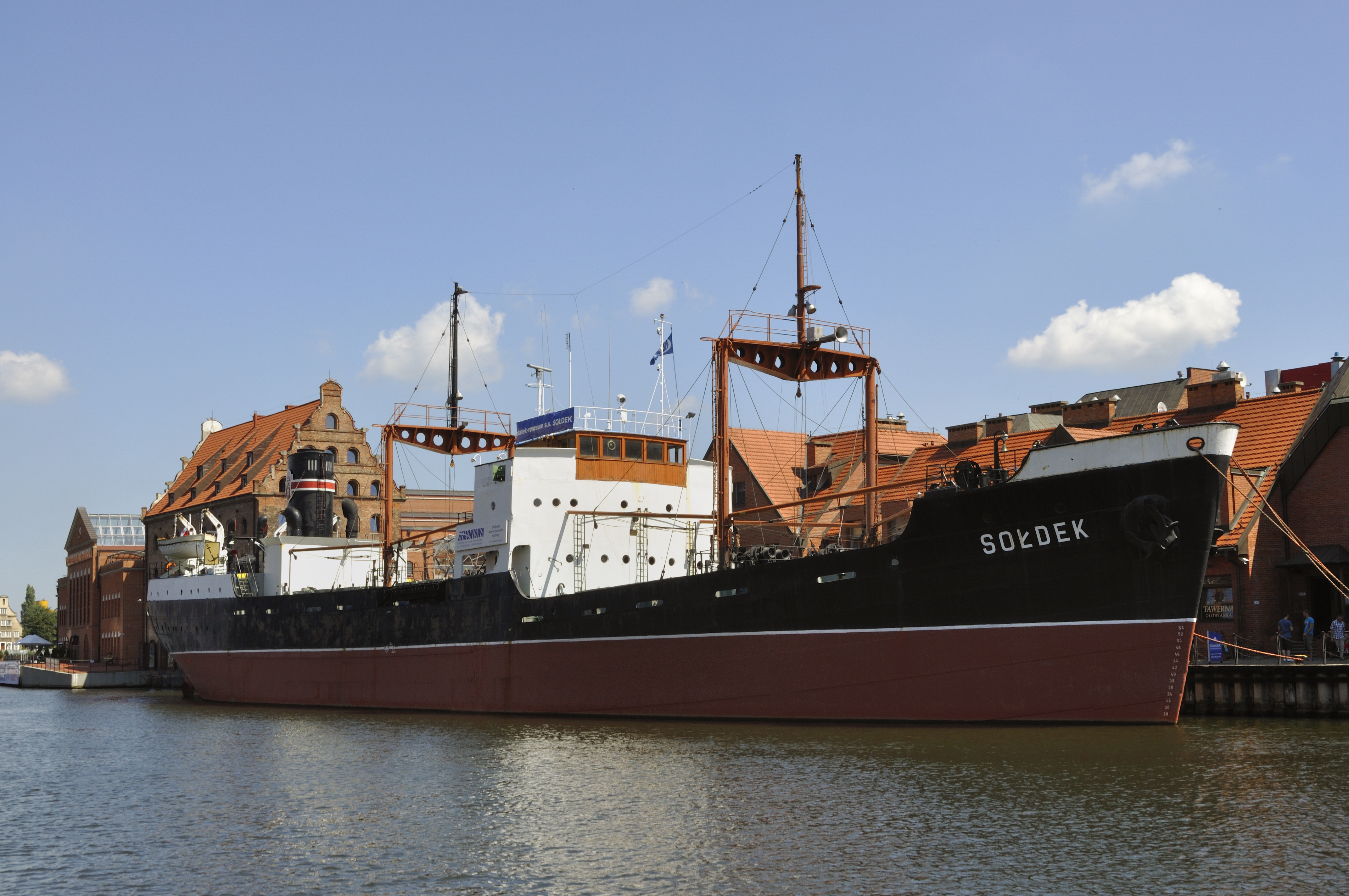
SS „Sołdek” w roli muzeum w Gdańsku

Statek muzeum, okręt muzeum – jednostka pływająca, która po zakończeniu służby została uznana za godną zachowania dla potomności w celach muzealnych (najczęściej jako część muzeum morskiego, techniki lub wojskowego). Najczęściej są to hulki, czasami jednostki eksponowane są w suchym doku (jak HMS „Victory” czy  „Mikasa”), sporadycznie samodzielnie pływające. 
O zachowaniu statku decyduje jego wartość historyczna bądź techniczna. Decydować o tym może udział w ważnych wydarzeniach, zasługi wojenne, nowatorskość technologii, unikatowość w postaci niewielu zachowanych jednostek danej klasy czy typu itd. W większości są to okręty, czyli jednostki pływające wchodzące w skład sił zbrojnych. Niekiedy są to również wydobyte z dna i wyremontowane wraki (np. szwedzki okręt muzeum „Vasa” czy „Mary Rose” w Portsmouth).

## Statki muzeum w Polsce
- ORP Burza w Gdyni (w latach 1960-1976)
- ORP Błyskawica w Gdyni (od 1976 r.)
- Dar Pomorza w Gdyni
- ORP Fala w Kołobrzegu
- ORP Władysławowo w Kołobrzegu
- SS Sołdek w Gdańsku
- MV Kuna  (1884) w Gorzowie